# Showtime Scandinavia
Showtime Scandinavia var en tv-kanal som sändes i Sverige, Norge, Finland och Danmark och som visade filmer dygnet runt och ägdes av NonStop Television. Företaget ingick i Millennium Media Group med huvudkontor på Döbelnsgatan 24 i Stockholm och hade fokus på den nordiska och baltiska marknaden. Företaget ägs sedan augusti 2010 av Turner Broadcasting System som ingår i en av världens största mediekoncerner Time Warner. VD är Ignas Scheynius. Kanalen inledde sina sändningar kl 18.00 den 30 september 2004. I februari 2006 meddelade NonStop att kanalen fanns tillgänglig i en miljon hushåll. 
Bland filmtitlarna finns både Hollywood-filmer och asiatiska produktioner inom olika genrer.
De stoppade sina utsändningar i Skandinavien den 15 juli 2015.

## Amerikanska Showtime
Kanalen har samma namn som den amerikanska betal-TV-kanalen Showtime som erbjuder en mängd kanaler men frånsett namnet har man inget gemensamt med originalkanalen. Varumärket licensieras av amerikanska Showtime Networks Inc. som ägs av CBS Corporation. De originalserier som visas på amerikanska Showtime sändes inte på den mer lågbudgetorienterade nordiska versionen.

## Distribution
Kanalen sändes till Norge, Finland, Danmark och Sverige och har slutit distributionsavtal med åtskilliga kabeldistributörer i området. Via satellit är det bara Canal Digital som sänder kanalen. I de svenska kabelnäten var det få som distribuerade Showtime från början. Till Com Hem kom kanalen den 13 december 2005. Norska UPC följde efter i mars 2006. Canal Digital distribuerar även kanalen i kabelnät i hela Norden och i Norge finns den till och med i det analoga grundutbudet från 1 juli 2005 (i en delad kanal, dock).
Utöver detta finns kanalen hos vissa bredbands-tv-operatörer. I det svenska digitala marknätet fanns kanalen tillgänglig från starten via distributören Boxer. Kanalen förlorade sitt sändningstillstånd i februari 2006 och ersattes av Silver i maj samma år. Nu (läst 2013) finns båda kanalerna hos Boxer, men Showtime sändes endast klockan 18:00–06:00 där. Även Magine distribuerar kanalen. Den 7 maj 2015 meddelade Turner Broadcasting att man från den 15 juli 2015 slutar sända Showtime i Norden.

## Ägare
NonStop Television AB är ett svenskt företag som distribuerar och utvecklar television i Sverige, Norge, Danmark, Finland och Island. Företaget ägs av Millennium Media Group, och VD är Ignas Scheynius. Företaget ligger bakom flertalet nischkanaler på den svenska och skandinaviska marknaden. Bland dessa återfinns kanaler som TV7, Star!, Silver och Showtime med flera. Flera av dem görs på franchisebasis i samarbete med amerikanska, kanadensiska eller franska ägare. Sändningarna sker från företagets uppspelningscentraler i Stockholm i Sverige och i Tallinn i Estland.